# Nick Townsend
Nick Townsend, né le 1er novembre 1994 à Solihull au Royaume-Uni, est un footballeur international antiguais qui joue au poste de gardien de but à Newport County.

## Biographie
Townsend est né à Solihull, dans les Midlands de l'Ouest, où il fréquente l'Alderbrook Secondary School. Son père et lui possédaient des abonnements à Birmingham City, et Townsend, alors âgé de sept ans, assiste à la finale des barrages de 2002, lors de laquelle le club est promu en Premier League pour la première fois. Il rejoint le centre de formation de Birmingham City à neuf ans et obtient une bourse d'études en juillet 2011.
Il reçoit un numéro en janvier 2013 après le départ de l'ancien troisième gardien de but David Lucas et, alors que la vente du gardien titulaire Jack Butland devait se faire, il est remplaçant pendant la défaite au troisième tour de la FA Cup contre Leeds United. Butland s'engage avec Stoke City, mais celui-ci est prêté jusqu'à la fin de la saison à Birmingham. En conséquence, Townsend redevient le troisième gardien de l'équipe. Il est prêté à Oxford City, où il est directement intégré au onze de départ et dispute neuf matches de la Conference North et deux de l'Oxfordshire Senior Cup.

### En club
À la fin de la saison, Townsend signe un contrat professionnel d'un an avec Birmingham City, avec l'option d'une année supplémentaire. Une fracture de la main l'empêche de participer aux matchs amicaux de pré-saison 2013-2014, mais il reçoit un numéro d'équipe et une place sur le banc pour le match du deuxième tour de la League Cup à Yeovil Town fin août, après une fracture du nez et une entaille à la main subit par Darren Randolph lors du match précédent.

#### Lincoln City
Après la blessure du gardien de but titulaire de Lincoln City, Paul Farman, en février 2014, Townsend rejoint le club de Conference Premier sous la forme d'un prêt d'un mois; il est recommandé par un autre jeune de Birmingham, Charlee Adams, qui était déjà prêté dans ce club. Il entre directement dans le onze de départ pour le match à domicile contre les Kidderminster Harriers, gardant ses buts inviolés. Sa performance lors de son deuxième match, un match nul 1-1 contre Chester, lui vaut une place dans l'équipe de la semaine de The Non-League Paper. Il garde sa place pour les 12 matchs restants de la saison.
Avant la saison 2014-2015, Birmingham lève l'option sur le contrat de Townsend et lui donne le numéro 30,. Après qu'un essai en pré-saison avec Mansfield Town ne donne rien, et qu'aucun autre club de League ne montre d'intérêt, Townsend aurait dit à Birmingham que s'il devait à nouveau jouer en Conference, il préfèrerait retourner à Lincoln City. Il signe un prêt d'une saison avec ce club avant le dernier match de pré-saison et, selon le manager Gary Simpson, il est choisi comme gardien titulaire. Il entre en effet directement dans le onze de départ et garde sa place pendant les 17 premiers matches de la saison. Cependant, Birmingham limoge son manager Lee Clark juste avant le premier match de la saison de Lincoln en FA Cup. En conséquence, Lincoln doit rappeler Farman, prêté à Boston United, pour jouer la Coupe, et lorsque la Conférence reprend, Townsend se retrouve sur le banc. En janvier 2015, il ne joue plus et Birmingham le rappelle.

#### Retour à Birmingham
Il joue régulièrement en équipe de jeunes et est le capitaine de l'équipe qui remporte la Birmingham Senior Cup. Alors que Colin Doyle, gardien de but remplaçant de longue date, est libéré à la fin de la saison, Townsend signe un nouveau contrat de deux ans, avec l'option d'une troisième année. Selon le site web du club, il devait prendre la place de Doyle. Lorsque Tomasz Kuszczak et Adam Legzdins rejoignent le club, Townsend est de nouveau relégué au rang de troisième gardien. Au début du mois d'août, il s'engage avec Barnsley, club de League One, dans le cadre d'un prêt jusqu'au 1er novembre.

#### Barnsley
Townsend est sur le banc pour le premier match de championnat de la saison de Barnsley, mais il fait ses débuts trois jours plus tard lors de la visite de Scunthorpe United en Coupe de la Ligue. Le score est de 1-1 à la fin du temps règlementaire et des prolongations. Lors de la séance de tirs au but, Townsend n'arrête aucun des tirs. Finalement, son équipe remporte la séance de tirs au but 7-6 après un raté de Scunthorpe. Il signe un contrat de trois ans avec le club le 1er septembre. Le gardien de but fait ses débuts en Football League le 12 septembre à domicile contre Swindon Town, après qu'Adam Davies ait été écarté parmi les nombreux changements opérés par le manager Lee Johnson. Un manque de communication entre Townsend et son défenseur permet à Swindon de prendre l'avantage sur un but contre son camp, mais les deux joueurs se sont rattrapés plus tard dans le match et Barnsley s'impose 4-1. Selon Barnsley News and Sport, "Townsend a manqué de discernement en quittant sa ligne à plusieurs reprises, comme en témoigne la confusion sur le but contre son camp, mais il a réalisé trois bons arrêts",. Il garde sa place jusqu'à la fin du mois d'octobre, mais c'est la dernière fois qu'il jouera lors de cette saison.
Ayant besoin de jouer en équipe première, Townsend rejoint le club de National League Solihull Moors en octobre 2017 pour un prêt initial d'un mois. Il joue cinq rencontres avant de retourner dans son club d'origine. En février 2018, Davies est écarté après une série de 123 titularisations et Townsend joue huit matchs de championnat avant que Davies ne reprenne sa place. Townsend est libéré à la fin de la saison.

#### Newport County
Le 4 août 2018, Townsend rejoint le club de League Two, Newport County, signant un contrat de deux ans. Il fait ses débuts avec Newport le 14 août 2018 lors d'une victoire 4-1 contre Cambridge United lors du premier tour de l'EFL Cup. En avril 2021, Townsend signe une prolongation de contrat de deux ans avec Newport jusqu'à la fin de la saison 2022-2023. Townsend était remplaçant lors de la finale des play-offs de la League Two au Stade de Wembley le 31 mai 2021. Newport perd contre Morecambe, 1-0 après un penalty à la 107e minute.

### En sélection
Le 3 juin 2022, Townsend fait ses débuts internationaux avec Antigua-et-Barbuda, jouant l'intégralité du match lors de la victoire 1-0 contre la Barbade.